# 美國註冊會計師協會
美国注册会计师协会（American Institute of Certified Public Accountants， AICPA ）是總部位於美国的一個注册会计师专业组织。该组织成立于1887年，前身为美国公共会计师协会( American Association of Public Accountants，AAPA )。美國註冊會計師協會负责制定美国的审计标准。 